# Symphorus nematophorus
Symphorus nematophorus es una especie de peces de la familia Lutjanidae en el orden de los Perciformes.

## Morfología
• Los machos pueden llegar alcanzar los 100 cm de longitud total y 13,2 kg de peso.

## Alimentación
Piscívoro. Come principalmente otros peces óseos.

## Hábitat
Es un pez de mar de clima tropical y asociado a los  arrecifes de coral que vive entre 20-100 m de profundidad.

## Distribución geográfica
Se encuentra desde las Islas Ryukyu hasta la Península de Malaca, Nueva Guinea  y el norte de Australia.